# Vouzy
Vouzy település Franciaországban, Marne megyében. Lakosainak száma 296 fő (2022. január 1.). Vouzy Saint-Mard-lès-Rouffy, Chaintrix-Bierges, Pocancy, Rouffy, Vélye és Villeneuve-Renneville-Chevigny községekkel határos.

## Népesség
A település népessége az elmúlt években az alábbi módon változott:
| Lakosok száma | 203  | 212  | 218  | 303  | 298  | 294  | 293  | 291  | 291  | 296  |
|               | 1968 | 1982 | 1990 | 2006 | 2013 | 2015 | 2017 | 2019 | 2020 | 2022 |